# Татищев Погост
Татищев Погост — село в составе сельского поселения Семибратово Ростовского района Ярославской области России. Находится на пересыхающей реке Луть, притоке Устьи.

## История
Вероятно, существовало ещё в дославянские времена, так как в окрестностях села в 1987 году обнаружено мерянское селище.
Наиболее ранние письменные сведения относятся к концу XVI в., когда село Погост-на-Луте с деревянными церквями Николая Чудотворца и Сергия Радонежского, а также с тянущими к нему деревнями было получено Юрием Игнатьевичем Татищевым в поместье. 16 мая 1619 года за «московское осадное сиденье»[уточнить] оно было передано ему в вотчину среди прочих владений. В XVI—XVII веках Погост-на-Луте находился в составе Сотемского стана Ростовского уезда. Его описание содержится в писцовых книгах Ростовского уезда 1631 и 1646 годов.
Роду Татищевых село принадлежало до отмены крепостного права. Наиболее известный владелец — крупный дипломат первой половины XIX в. Дмитрий Павлович Татищев — похоронен у алтаря построенной на его средства в 1810 году каменной церкви Сергия Радонежского. В середине XIX в. помещики переселяют значительное число семей из Вичуги, крупного старообрядческого центра Поволжья, поэтому в конце XIX в. по словам историка А. А. Титова «жители погоста <…> почти поголовно раскольники». Любопытно, что здесь было распространено т. н. Аристовское согласие, отрицавшее любые юридические контакты со светской властью.
Престольным праздником села было Петровское заговенье (Петровошное), во время которого жители устраивали гулянья близ Акакиевой пустыни у села Сотьма. В Татищевом Погосте в 1820-х годах находился каменный дом помещика с садом, однако, с переездом владельцев села в Санкт-Петербург, усадьба была разобрана до основания.
В селе сохранилась Сергиевская церковь (1810), выстроенная в стиле классицизма. Стройная ротонда, перекрытая пологим куполом, украшена четырьмя портиками, расположенными по сторонам света. Удачно найденные пропорции, умеренное использование декора придают зданию гармоничность и целостность.

## Население
| 1859 | 1897 | 2007 | 2010 |
| ---- | ---- | ---- | ---- |
| 579  | ↘492 | ↘447 | ↘436 |

## Инфраструктура
- Дом культуры
- Отделение почты
- Школа
- Детский сад

## Достопримечательности
- Пруд усадьбы Татищева
- Церковь Сергия Радонежского
- Мемориал участникам ВОВ